# Blood, Sweat & Tears
Blood, Sweat & Tears er en rockgruppe fra USA, influeret af jazz og soul, dannet 1967 i New York.
Al Kooper, tidligere medlem i The Blues Project, var gruppens oprindelige leder, sanger og komponist. Han forlod dog gruppen efter det første album efter en diskussion om den musikalske stil, og erstattedes af sangeren David Clayton Thomas. Mange medlemmer er kommet og gået i gruppen, men den virtuost arrangerede blæsersektion har hele tiden været deres kendetegn. Gruppens første besætning bestod udover Al Kooper af Jim Fielder, Fred Lipsius, Randy Brecker, Jerry Weiss, Dick Halligan, Steve Katz og Bobby Colomby. Debutalbummet Child Is Father to the Man (1968) blev rost af kritikerne, men gav et moderat salg, mens deres andet album Blood, Sweat & Tears (1969) blev deres største salgssucces, og modtog en Grammy Award for Album of the Year. 
På albummet indgik singlerne "Spinning Wheel", "You've Made Me So Very Happy" og "And When I Die". Gruppens blanding af rock, jazz og soul var noget helt nyt dengang, og havde stor succes. Mellem 1972 og 1975 var den svenske guitarrist Georg (Jojje) Wadenius medlem af gruppen.
Blood, Sweat & Tears mest kreative og nyskabende periode dækkes først og fremmest af de tre første album. Efter albummet Blood, Sweat & Tears 3 (1970) med hit'et "Hi-De-Ho" solgte gruppens album mindre, da publikum rettede blikket mod grupper som Chicago og Weather Report. Gruppen opløstes 1978, men er gendannet flere gange sidenhen.
Gruppens navn stammer fra et citat af Winston Churchill.

## Diskografi i udvalg
- Child Is Father to the Man (1968)
- Blood, Sweat & Tears (1969)
- Blood, Sweat & Tears 3 (1970)
- Blood, Sweat & Tears 4 (1971)
- New Blood (1972)
- No Sweat (1973)
- Mirror Image (1974)
- New City (1975)
- More than Ever (1976)
- In Concert (1976) live
- Brand New Day (1977)
- Nuclear Blues (1980)
- The Challenge (1984)